# Route nationale 91 (Grèce)
Pour les articles homonymes, voir Route nationale 91.
La route nationale 91 (en grec moderne : Εθνική Οδός 91, Ethnikí Odós 91, en abrégé EO91) est une route nationale en Grèce, dans la région de l’Attique.

## Description
La route nationale 91 part du centre d'Athènes et s'étend vers le sud-ouest jusqu'à Paleó Fáliro sur la côte du golfe Saronique. 
Ce tronçon s'appelle l'avenue Andréa Syngroú. 
De Paleó Fáliro, elle continue vers le sud-est le long de la côte, en passant par les banlieues sud et sud-est d'Athènes. 
Le tronçon de Paleó Fáliro à Várkiza s'appelle l'avenue Posidónos (en).

## Tracé
| Km    | Agglomérations lieux | Carte interactive |
| ----- | -------------------- | ----------------- |
| 0 km  | Athènes              |                   |
| km    | Néa Smýrni           |                   |
| 10 km | Paleó Fáliro         |                   |
| km    | Álimos               |                   |
| km    | Ellinikó             |                   |
| km    | Glyfáda              |                   |
| km    | Voúla                |                   |
| 19 km | Vouliagméni          |                   |
| km    | Várkiza              |                   |
| 38 km | Agía Marína          |                   |
| km    | Lagonísi (en)        |                   |
| km    | Saronída             |                   |
| km    | Paleá Fókea          |                   |
| km    | Legrená              |                   |
| 68 km | Cap Sounion          |                   |

## Galerie

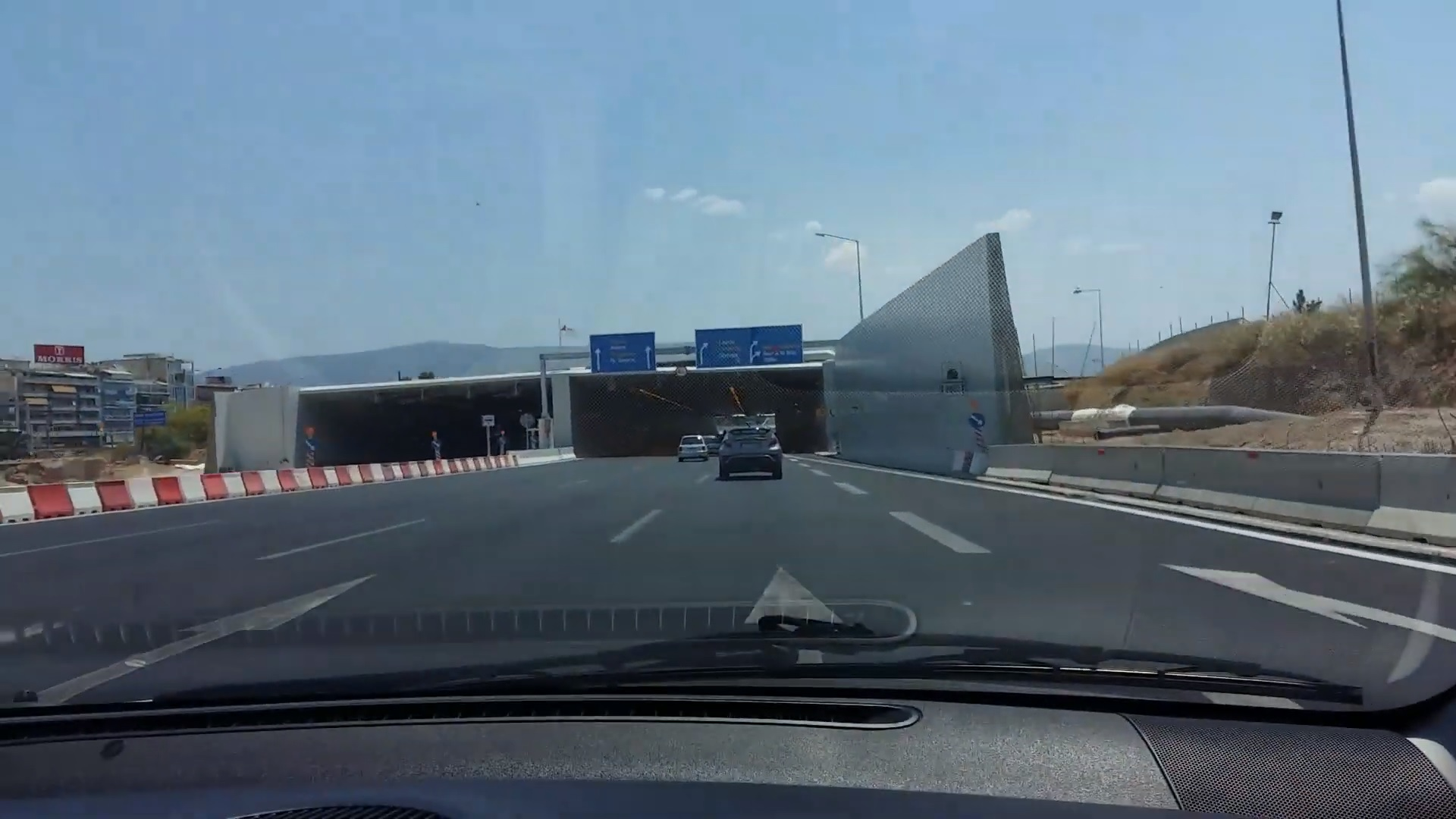
La nouvelle avenue Posidónos (en) en direction de l'avenue Syngroú.
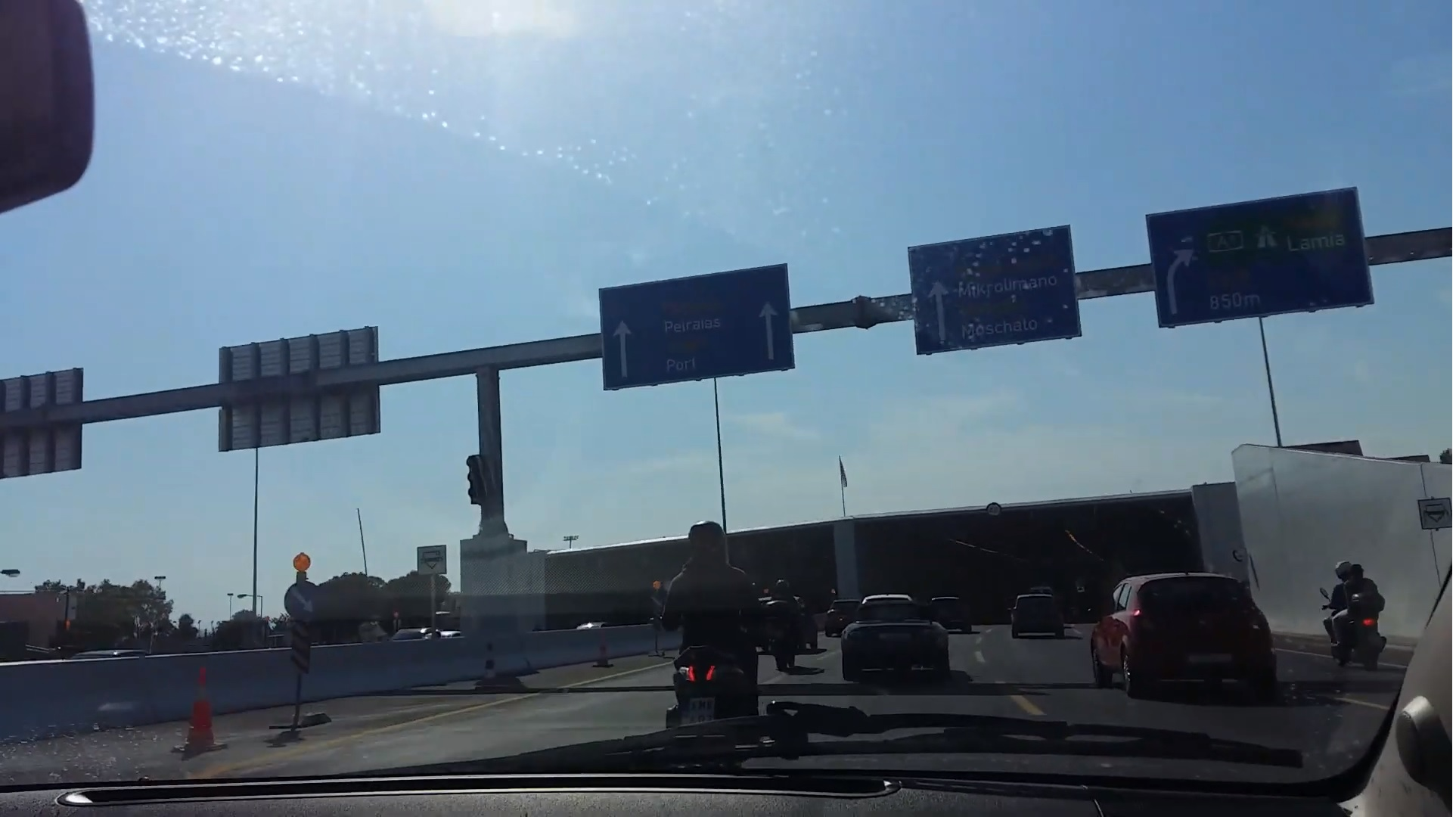
La nouvelle avenue Posidónos en direction de l'avenue Kifisoú.